# Felsberg (Suisse)
Pour les articles homonymes, voir Felsberg.
Felsberg est une commune suisse du canton des Grisons, située dans la région d'Imboden.

Photo aérienne prise à 400 m par Walter Mittelholzer (1923)

## Personnalités
- Leon Schlumpf (1925-2012), conseiller fédéral de 1980 à 1987, président de la Suisse en 1984.
- Eveline Widmer-Schlumpf (1956-), fille du précédent, conseillère fédérale à partir du 1er janvier 2008, présidente de la Confédération en 2012.